# Wyrbel
Wyrbel – jezioro w woj. warmińsko-mazurskim, w pow. kętrzyńskim, w gminie Reszel, leżące na terenie Pojezierza Mrągowskiego. Otoczone lasem wodochronnym oraz nielicznymi gospodarstwami domowymi.
Między jeziorem Wyrbel a jeziorem Dejnowa położone jest sanktuarium maryjne w Świętej Lipce.

## Dane morfometryczne
Powierzchnia zwierciadła wody według różnych źródeł wynosi od 6,0 ha do 11,0 ha.
Średnia głębokość jeziora wynosi 1,8 m, natomiast głębokość maksymalna 4,4 m.

## Hydronimia
Według urzędowego spisu opracowanego przez Komisję Nazw Miejscowości i Obiektów Fizjograficznych (KNMiOF) nazwa tego jeziora to Wyrbel. W różnych publikacjach i na mapach topograficznych jezioro to występuje pod nazwą Wirbel lub Wyrbel.